# Aglaoctenus
Aglaoctenus is een geslacht van spinnen uit de familie wolfspinnen (Lycosidae).

## Soorten
De volgende soorten zijn bij het geslacht ingedeeld:
- Aglaoctenus castaneus (Mello-Leitão, 1942)
- Aglaoctenus lagotis (Holmberg, 1876)
- Aglaoctenus oblongus (C. L. Koch, 1847)
- Aglaoctenus puyen Piacentini, 2011
- Aglaoctenus yacytata Piacentini, 2011